# Залізнична платформа 142 км
142 км (рос. 142 км) — населений пункт (тип: залізнична платформа) у Купинському районі Новосибірської області Російської Федерації.
Входить до складу муніципального утворення Ленінська сільрада. Населення становить 16 осіб (2010).

## Історія
Згідно із законом від 2 червня 2004 року органом місцевого самоврядування є Ленінська сільрада.

## Населення
| 2002 | 2007 | 2010 |
| ---- | ---- | ---- |
| 10   | ↘5   | ↗16  |